# Сокольники (станция метро, Большая кольцевая линия)
«Соко́льники» — станция Московского метрополитена на Большой кольцевой линии. Связана пересадкой с одноимённой станцией на Сокольнической линии. Располагается в районе Сокольники (ВАО). Открыта 1 марта 2023 года в составе участка «Электрозаводская» — «Савёловская» во время церемонии полного замыкания Большой кольцевой линии. Колонная трёхпролётная станция мелкого заложения с одной островной платформой.

## Название
Своё название станция получила по соседней одноимённой станции Сокольнической линии, которая в свою очередь названа по одноимённому району и парку. 29 июля 2015 года будущая станция была переименована постановлением Правительства Москвы в «Стромынку» — по находящейся рядом одноимённой улице, а 5 ноября 2019 года ей было возвращено старое название.

## Проектирование
18 декабря 2012 года в районе Сокольники на публичных слушаниях был представлен проект планировки участка линейного объекта метрополитена проектируемой линии «Третий пересадочный контур» от проектируемой станции «Нижняя Масловка» до станции «Авиамоторная» (размещение станции метро «Стромынка»), подготовленный ГУП НИиПИ Генплана Москвы в соответствии с распоряжением Правительства Москвы от 28 июня 2011 года № 486-РП «О реализации первоочередных мер по развитию метрополитена и разработке проектов планировки объектов транспортной инфраструктуры» по заказу Москомархитектуры. Генеральный проектировщик станции — «Мосинжпроект».

### Нереализованные проекты
По другому проекту станция должна была быть возведена специалистами из Испании. Смена проекта, по информации из пресс-службы Восточного административного округа Москвы, была связана с тем, что проживающие в районе будущей станции жители высказали недовольство первоначальным проектом. Испанские специалисты предложили построить станцию по тому типу, по которому станции строят в Мадридском метрополитене. Длина станции по их проекту должна была составить всего 190 метров, что позволило бы существенно сократить площадь, которая будет задействована для строительных работ (для станций, спроектированных в Москве, стандартная длина с учётом служебных помещений составляет 300 метров). Станция должна была строиться в следующем порядке: сначала возведение бетонного ограждения котлована, позже без выемки грунта бетонирование верхней плиты станции, после чего должен был быть восстановлен первоначальный облик территории, где производится строительство. Все остальные работы по строительству станции должны были производиться исключительно под землёй (выемка грунта, а также сооружение подземных плит перекрытия и платформы).

## Архитектура и оформление
В 2016 году, вслед за постепенным отказом от применения испанского типа станций, было принято решение об очередном изменении проекта с возвратом к платформе островного типа, но с сохранением мелкого заложения станции, что обеспечивает удобство пересадки на одноимённую станцию Сокольнической линии, которая также является станцией мелкого заложения.

### Нереализованный проект
Архитектурный облик станции был выбран в ходе голосования на портале «Активный гражданин», итоги подведены 13 июня 2017 года. Оформление станции должно было содержать отсылки к парку «Сокольники», в отделке запланирован контраст светлых и тёмных материалов, реализующий концепцию «техногенный лес». Над платформой станции проходят пешеходные балконные галереи; они должны были быть обрамлены светильниками, которые светили бы и на платформу, и на её потолок, украшенный перфорацией. На станции преобладают красные, белые и серые цвета. Стены и колонны выполнены из мрамора, а пол из гранита. Светодиодные лампочки в потолке должны были создать иллюзию мерцающего звёздного света на платформе станции. В дизайне должны были преобладать характерные для стиля хай-тек стекло и металл. Эскалаторы, ведущие на платформу и от платформы в вестибюль, отделены стеклянными галереями. Потолки в кассовом зале и на платформе планировалось покрыть перфорированным алюминием. Проект реализован не был.

### Реализованный проект
Декоративно-художественное оформление станции посвящено строительству первой очереди Московского метрополитена: на светоотражающих панелях потолка размещены фрагменты плакатов 1930-х годов. Одна из путевых стен и часть потолка оформлена в виде большого декоративного панно в стилистике выдающихся художников и архитекторов-авангардистов первой половины XX века. Авторы оформления: архитектор А. Орлов, скульптор А. Рукавишников, художник А. Душкин.

## Расположение и вестибюли
Северный вестибюль имеет выходы в подуличный переход под Сокольническим Валом, к главному входу парка Сокольники и трамвайному кольцу «Сокольническая застава». Южный вестибюль имеет выход на улицу Стромынка, через него же осуществляется пересадка на станцию Сокольнической линии.

## Наземный общественный транспорт
На этой станции можно пересесть на следующие маршруты городского пассажирского транспорта:
- Автобусы: м60, е66, 40, 78, 140, 265, 604, с633, с675, 975, т32, н15
- Трамваи: 4, 7, 13, 25, 43

## Строительство
Генеральный проектировщик и генеральный подрядчик по строительству — АО «Мосинжпроект».
- 19 апреля 2017 года огорожена часть пешеходной аллеи, пролегающей от станции метро «Сокольники» до входа в парк «Сокольники». Начато строительство станции[источник не указан 975 дней].
- 29 июня 2017 года начата проходка левого тоннеля от станции «Электрозаводская» до станции «Сокольники». Основной участок тоннеля проходит под рекой Яуза, что усложняло проходку[18].
- 17 июля 2017 года начата установка ограждающих конструкций котлована[4].
- 15 августа 2017 года начата проходка правого тоннеля от станции «Электрозаводская» до станции «Сокольники». Основной участок тоннеля проходит под рекой Яуза, что усложняет проходку[18].
- С 9 декабря 2017 года по 31 августа 2022 года в связи со строительством станции закрыта для движения Сокольническая площадь[19][20].
- С 16 по 22 февраля 2019 года были закрыты 5 станций Сокольнической линии на участке от станции «Бульвар Рокоссовского» до станции «Комсомольская». Это было связано с прохождением левого тоннелепроходческого комплекса под станцией «Сокольники». Ранее 29 июня 2017 года он начал проходку от станции «Электрозаводская»[21].
- 23 марта 2019 года завершено строительство левого тоннеля со стороны станции «Электрозаводская»[22].
- С 30 марта по 5 апреля 2019 года были закрыты 5 станций Сокольнической линии на участке от станции «Бульвар Рокоссовского» до станции «Комсомольская». Это было связано с прохождением правого тоннелепроходческого комплекса под станцией «Сокольники». Ранее 15 августа 2017 года он начал проходку от станции «Электрозаводская»[23].
- 20 апреля 2019 года завершено строительство правого тоннеля со стороны станции «Электрозаводская»[24].
- 27 апреля 2019 года начата проходка левого тоннеля от станции «Сокольники» до станции «Рижская»[25]. Ранее, 23 марта 2019 года, этот тоннелепроходческий щит финишировал на станции «Сокольники» со стороны станции «Электрозаводская». Путь завершается в уникальной монтажной камере, из которой ранее начал свой путь другой щит в сторону станции «Рижская»[26].
- 15 мая 2019 года начата проходка правого тоннеля от станции «Сокольники» до станции «Рижская»[27].
- 9 июля 2019 года завершено сооружение ограждающих конструкций южного вестибюля станции[28].
- 18 июня 2020 года проходческий щит «София» вышел в монтажную камеру (пл. № 17), пройдя 2249 метров (100,0 % трассы)[29][30].
- 30 сентября 2019 года щит ТПМК Herrenknecht S-755 «Татьяна» вышел в монтажную камеру (пл. № 17)[31][32].

- Октябрь 2020 года — начат перенос трамвайных путей на Русаковской улице для расширения зоны проведения работ[33].
- Апрель 2021 года — установлены эскалаторы[34].
- 24 июня 2021 года на станции завершены монолитные работы по устройству платформы и вестибюлей[35].
- Октябрь 2021 года — завершены работы по обратной засыпке платформенного зала[36][37].

- Ноябрь 2021 года — начаты работы по установке настенных и потолочных панелей обшивки[38].
- Конец марта 2022 года — начаты работы по созданию пересадки между станциями «Сокольники» Большой кольцевой и Сокольнической линий[39].
- 13 апреля 2022 года началась подготовка сопряжения между Сокольнической и будущей Большой кольцевой линиями[40].
- 28 июня 2022 года на станции «Сокольники» БКЛ завершён монтаж эскалаторов[41][42].
- 22 августа 2022 года завершено переустройство трамвайных путей у метро «Сокольники»[43][44]. С этого момента стройплощадка станции метро «Сокольники» БКЛ окончательно перестала ограничивать движение по проезжей части Русаковской улицы.
- 23 ноября 2022 года на станции возле зоны перехода на одноимённую станцию красной линии завершена Оформление станции посвящено труду строителей метрополитена (фотоснимки и плакаты 1940–1950-х гг.)мраморная облицовка[45].
- 30 ноября 2022 года — технический запуск участка «Сокольники» — «Марьина Роща»[46].
- 3 декабря 2022 года — на станции повесили портреты первых строителей московского метро[47][48].
- 16 февраля 2023 года — введён режим метро[49] на участке «Савёловская» — «Электрозаводская», с подачей напряжения на контактный рельс.

### Открытие
Открытие участка «Электрозаводская» — «Савёловская» состоялось 1 марта 2023 года, в этот день Большая кольцевая линия замкнулась в кольцо.

## Галерея

### Строительство станции
| - Строительство станции, ноябрь 2020 года - Строительство станции, ноябрь 2020 года - Строительство станции, ноябрь 2020 года - Строительная площадка, ноябрь 2020 года |

### Интерьеры
| - Вход - Эскалатор - Промежуточный зал - Перрон, вид снизу - Потолок перрона - Платформа - Название станции - Коридор второго этажа |